# Sagan om ringen
För andra betydelser, se Sagan om ringen (olika betydelser).
Sagan om ringen eller Härskarringen, i nyöversättning Ringarnas herre (originaltitel The Lord of the Rings), är en fantasyroman av J.R.R. Tolkien. Den utgavs på engelska för första gången 1954–1955 uppdelad i tre volymer med titlarna The Fellowship of the Ring, The Two Towers och The Return of the King. Tolkien hade redan 1937 i Bilbo, en hobbits äventyr, introducerat både härskarringen och flera av huvudfigurerna i trilogin.
Handlingen kretsar kring kampen mellan gott och ont. I centrum står den magiska härskarringen, som för länge sedan smiddes av mörkrets herre Sauron för att härska över de andra maktens ringar som smitts av alverna. Det utkämpades ett krig mellan Sauron och de fria folken, och under Slaget vid Dagorlad besegrades Sauron genom att Isildur, Elendils son, skar ringen från hans finger och tog den som sin egen. Isildur blir senare dödad av Orcher, ringen försvinner och är borta i tusentals år. Till sist hamnar ringen hos varelsen Gollum, som tack vare ringen får ett onaturligt långt liv. Gollum förlorade senare Härskarringen till hoben Bilbo, som i början av boken överlåter den till sin arvinge Frodo. Ringen ger stor makt, men är ond och utnyttjar sin ägares krafter för sitt eget mål – att återvända till sin herre Sauron.
Böckerna handlar om Frodos resa att föra tillbaka ringen till Domedagsberget i Mordor för att förstöra den i vulkanen där den en gång smiddes. Frodo får hjälp av ringens brödraskap bestående av hoberna Frodo, Sam, Merry och Pippin, trollkarlen Gandalf, människorna Aragorn och Boromir, alven Legolas och dvärgen Gimli. De möter flera faror längs vägen, inklusive strider med orcher och Nazgûler, de nio svarta ryttarna som söker efter ringen för att återlämna den till sin mästare, Sauron.
Berättelsen utspelar sig år 3018–3019 i tredje åldern – sex tusen år efter händelserna i Silmarillion (1977) som berättar om världens skapelse och tidiga historia och 76 år efter Bilbo – En hobbits äventyr (1937) som berättar om hur Bilbo får tag på ringen från Gollum.
Den mest framgångsrika filmatiseringen av böckerna har gjorts av Peter Jackson, vars tre filmer Sagan om ringen, Sagan om de två tornen och Sagan om konungens återkomst hade biopremiär 2001–2003.
Idén om en härskarring som kan avgöra världens framtid förekommer även i Richard Wagners fyra operor om Nibelungens ring. Båda författarna har låtit sig inspireras av samma gamla sagor, bl.a. Völsungasagan och Eddan.
Den första svenska utgåvan kom 1959–1961 i översättning av Åke Ohlmarks. Med tiden kom verket som helhet att benämnas med titeln på den första delen, Sagan om ringen, även om översättaren och förlaget namngav det Härskarringen. 2004–2005 publicerades en ny översättning av Erik Andersson under samlingstiteln Ringarnas herre (en direktöversättning av engelska: The Lord of the Rings). Romanens första del har på svenska fått titlarna Sagan om ringen respektive Ringens brödraskap; de två senare heter i den nyare översättningen De två tornen och Konungens återkomst, medan den äldre översättningen har "Sagan om" i början av dessa namn. Den äldre översättningen har även, i själva boken eller på omslaget, benämnts Härskarringen, Trilogin om härskarringen och Ringarnas ring.

## Uppbyggnad
Verket omnämns ofta som en trilogi men är egentligen ett sammanhängande verk, som förlaget av kostnadsskäl delade upp i tre volymer. Varje volym består i sin tur av två böcker, som var och en behandlar en mer eller mindre tematiskt sammanhållen del av berättelsen.

## Rollfigurer
Protagonister:
- Frodo Bagger (ny översättning Frodo Secker), en välbärgad hob från Fylke som ärver en magisk ring från Bilbo Bagger. Frodo är ansvarig för att förstöra denna ring i Domedagsbergets eldar.
- Samuel Gamgi (ny översättning Samvis Gamgi), en trädgårdsmästare som följer med Frodo för att förstöra ringen.
- Meriadoc Vinbock (ny översättning Meriadoc Brännbock) eller Merry, Frodos och Pippins kusin.
- Peregrin Took, Pipp eller Pippin, Frodos och Merrys kusin.
- Gandalf eller Mithrandir, en stor trollkarl som hjälper Frodo. Han är en Maia, en änglalik varelse utsänd av de gudalika Valar för att bekämpa Sauron.
- Aragorn eller Vidstige, Isildurs okände ättling och den rättmätiga arvingen till Gondors och Arnors troner.
- Legolas Grönblad, alvprins och son till Thranduil, kung över skogsalverna i Mörkmården.
- Gimli, dvärg från Ensamma berget, son till Glóin.
- Denethor, den regerande rikshovmästaren (ny översättning drots) av Gondor och herren över Minas Tirith.
- Boromir, kapten av Gondor, bror till Faramir och den äldste sonen till Denethor.
- Faramir, kapten av Gondor, bror till Boromir och den yngste sonen till Denethor.
- Galadriel, alvdrottning av Lothlórien och mormor till Arwen.
- Celeborn, alvkung av Lothlórien, make till Galadriel och morfar till Arwen.
- Elrond Halvalven, alvhärskare av Vattnadal (ny översättning Riftedal) och far till Arwen.
- Arwen Undomiel, dotter till Elrond och Aragorns älskare.
- Bilbo Bagger (ny översättning Bilbo Secker), Frodos äldre släkting och fosterfar.
- Théoden, Rohans konung och allierad till Gondor.
- Éomer,  Rohans tredje marskalk och systerson till Théoden. Senare Rohans nye kung efter Théodens död.
- Éowyn, syster till Éomer som förklär sig till en manlig krigare vid namn Dernhelm.
- Lavskägge (ny översättning Trädskägge), enternas äldste.
- Tom Bombadill – En mystisk figur som är immun mot den enda ringens krafter.

Antagonister:
- Sauron, mörkrets och ringarnas herre, en fallen Maia och häxmästare som hjälpte alverna smida Maktens ringar för länge sedan. Han skapade därvid en egen ring i hemlighet för att kontrollera alla andra ringarna. Sauron beskrivs mer detaljerat i Silmarillion.
- Nazgûl eller Ringvålnaderna, Saurons nio skräckinjagande tjänare, ursprungligen människor.
- Häxmästaren av Angmar (ny översättning Häxkungen av Angmar), Ringvålnadernas ledare och Saurons mäktigaste tjänare, samt befälhavare för Saurons armé.
- Saruman den vite, en trollkarl som söker den enda ringen åt sig själv. Fördärvad av Sauron genom Palantíren. Han är en Maia precis som Gandalf.
- Gríma Ormstunga, Théodens rådgivare, i hemlighet tjänare till Saruman och förrädare, som förgiftar Théodens uppfattningsförmåga.
- Gollum, tidigare hette han Sméagol, en varelse som en gång var nästan som en hob och som tidigare ägt den enda ringen, vilken förvrängde honom till en nästan helt ondskefull individ och gav honom ett onaturligt långt liv.
- Honmonstret (ny översättning Lockan), en jättespindel som bor i passen ovanför Minas Morgul.
- Durins bane, en elddemon av rasen balrog, som bosatt sig under Morias gruvor.

## Handling

### Sagan om ringen (Ringens brödraskap)

#### Första boken
Bokens främsta huvudperson är Frodo – en hob från Fylke. Han ärver en magisk ring av sin farbror Bilbo som oväntat lämnat honom. Sjutton år senare kommer trollkarlen Gandalf på besök. Han berättar för Frodo att ringen en gång skapats av den onde Sauron, förklarar att den är farlig och att Frodo måste ta den bort från Fylke. Frodos vän Sam tjuvlyssnade på deras samtal och Gandalf ber honom följa med på Frodos resa.
Gandalf ger sig av och några månader senare lämnar Frodo, Sam och Peregrin Took (Pippin) Baggershus och beger sig mot Krikdala. Frodo berättar inte för dem om sitt syfte att lämna Fylke, och inte heller om Ringen. De stöter på en Nazgûl (Ringvålnad) utsänd av Sauron, men lyckas undkomma när ett följe med alver ledda av Gildor Inglorion dyker upp. Efter en natt i Krikdala beslutas att även Meriadoc Vinbock (Merry) slår följe med dem. De reser tillsammans in i Gamla skogen där de träffar på Tom Bombadill, en förbryllande person som bor i skogen. På Kummelåsarna tillfångatas de av en kummelgast, men Tom befriar dem. Till slut når de staden Bri där de träffar utbygdsjägaren Aragorn, även kallad Vidstige. Med Aragorns hjälp fortsätter resan, men vid Väderklint blir de överfallna av fem Nazgûler. Frodo blir knivhuggen av deras ledare, Häxmästaren av Angmar, och blir mycket sjuk. De lyckas undkomma och får hjälp av alvädlingen Glorfindel att ta sig till Vattnadal. Vid det sista vadstället anfaller Nazgûlerna på nytt. Elrond, Vattnadals herre, lyckas avvärja anfallet med sin magi. Frodo förs medvetslös till Vattnadal.

#### Andra boken
Elrond läker Frodos sår, och när han tillfrisknat återförenas han med Gandalf, Bilbo och sina vänner. Senare hålls ett råd där ringens framtid diskuteras. Med på rådet fanns dvärgarna Glóin och Gimli, skogsalven Legolas, människorna Aragorn och Boromir, hoberna Frodo och Bilbo, Gandalf, samt alverna Elrond, Glorfindel och Erestor. Elrond berättar historien om Saurons ring, Den sista alliansens krig och förlusten av Ringen. Gandalf fortsätter berättelsen om hur Gollum hittade ringen. Bilbo och Frodo delar sina egna äventyr med upptäckten av ringen och Frodos resa till Vattnadal. Boromir förespråkar att ringen ska användas som vapen i det kommande kriget mot Sauron, men Gandalf och Elrond motsätter sig detta på grund av ringens starka ondska. 
Gandalf förklarar varför han inte kunde följa med Frodo från Fylke eftersom han sökte hjälp och råd från Saruman i Isengård. Dock visade det sig att Saruman vänt sig mot de fria folken och Gandalf blir fängslad i Sarumans torn Orthanc. Han lyckades fly och sprida budskapet om Sarumans förräderi.
Elrond föreslår en plan att kasta ringen i Domedagsbergets eldar i Mordor för att förstöra den och göra slut på Saurons makt. Frodo blir vald till ringbärare och åtta följeslagare utses: Människorna Aragorn och Boromir, skogsalven Legolas, trollkarlen Gandalf, dvärgen Gimli och hoberna Sam, Pippin och Merry. Dessa nio bildar Ringens Brödraskap och ger sig av för att representera de fria folken i Midgård. Innan resan börjar ger Bilbo sin ovärderliga Mithrilbrynja och det magiska svärdet Sting till Frodo.
Brödraskapet försöker passera berget Caradhras, men stoppas av Sarumans trolldom. De tvingas istället resa genom Morias hemsökta gruvor, där de blir överfallna av orcher men lyckas fly. I en strid mellan Gandalf och en Balrog, faller balrogen ner i en djup avgrund och drar med sig Gandalf i fallet. Brödraskapet söker skydd i alvlandet Lothlórien som styrs av Celeborn och Galadriel. Efter en tids vila fortsätter de med båt längs floden Anduin. Vägen framåt är osäker, och vid Raurosfallen attackeras Frodo av Boromir som försöker ta ringen. Frodo flyr tillsammans med Sam och de fortsätter ensamma mot Mordor. Brödraskapet blir således splittrat.

### Sagan om de två tornen (De två tornen)

#### Tredje boken

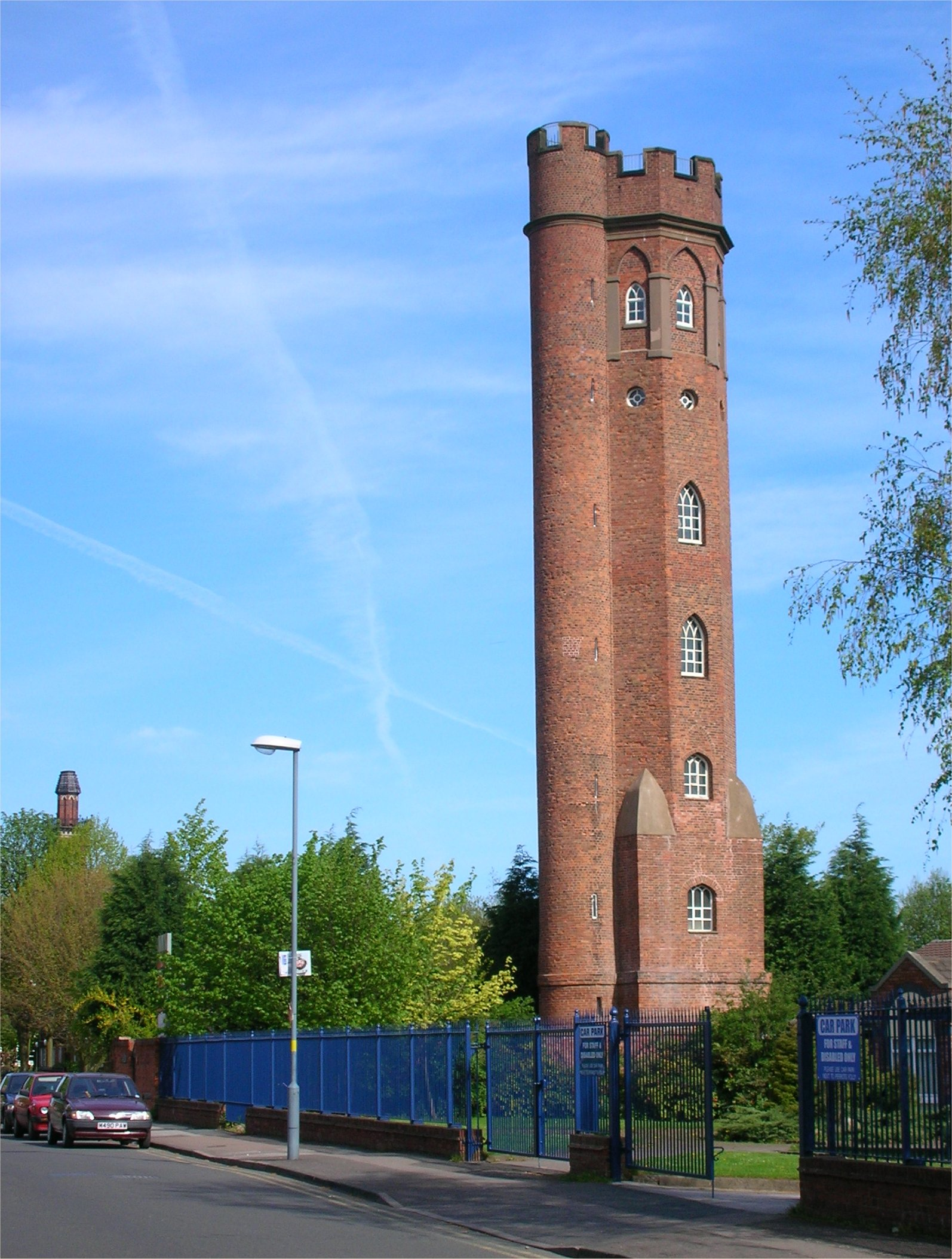
Perrott's Folly i Birmingham, tillsammans med det närliggande vattentornet Edgbaston Water Works, tros ha inspirerat Tolkien till tornen i hans bok. Tolkien bodde under sin barndom i närheten

Merry och Pippin ger sig iväg för att leta efter Frodo, men blir tillfångatagna av en grupp Orcher och Uruk-haier. Boromir försöker beskydda dem men blir nedskjuten och dör innan han hinner berätta för Aragorn att han ångrade sitt angrepp mot Frodo som gjorde att denne tog till flykten. Aragorn, Legolas och Gimli reser över Rohans slätter för att hitta Merry och Pippin. Rohans ryttare under ledning av tredje marskalken Éomer hinner före och dödar alla orcher och uruk-haier. I tumultet som uppstår flyr Merry och Pippin in i Fangornskogen där de träffar enten Lavskägge.
Enterna, skogens väktare, är stora vandrande träd som oftast håller sig för sig själva. De hade ett långt möte om huruvida hoberna var vänner eller fiender, till slut kom de fram till att hoberna inte var något hot. Lavskägge får vetskap om att Sarumans hantlangare huggit ned många träd i skogen för att driva de eldstäder som behövs för att tillverka vapen till sin armé. Lavskägge, hoberna och enterna bestämmer sig för att störta Saruman innan han hugger ner hela skogen.
Aragorn, Legolas och Gimli försöker följa efter Merry och Pippin, men i skogen träffar de på Gandalf (nu som Gandalf den vite) som återvänt från de döda. Han berättar för dem om sitt fall ner i avgrunden, sin kamp på liv och död med Balrogen, sin uppståndelse och sin förstärkta kraft. Tillsammans reser de till Rohans huvudstad Edoras, där  Gandalf befriar Rohans konung Théoden från rådgivaren Gríma Ormstunga, Sarumans hantlangare och hans förgiftande ord.
Saruman planerar ett anfall mot Rohan och Edoras befolkning evakueras till Helms klyfta, där ett av de viktigaste slagen i ringens krig skall avgöra Rohans framtid. Gandalf rider iväg innan drabbningen börjar. Det stora slaget om Hornborgen vid Helms klyfta börjar dåligt för Rohan, men efter en mirakulös återkomst av Gandalf vinner Rohan till slut striden.
De beger sig sedan mot Isengård, där de träffar på Merry och Pippin. Enterna har under striden intagit Isengård, och Saruman hålls instängd i sitt torn, Orthanc. Gandalf och Théoden försöker övertala Saruman att ge upp, men han vägrar, varpå Gandalf utesluter honom ur trollkarlsorden Vita rådet. Sarumans rådgivare Gríma slänger någonting från ett av Orthancs fönster som nästan träffar Gandalf och plockas upp av Pippin. Detta föremål visar sig vara en förlorad Palantír (seende-sten). De fortsätter tillbaka mot Helms klyfta och en natt grips Pippin av en längtan att få titta i Palantíren, och får därmed kontakt med den onde Sauron. En Nazgûl dyker upp, vilket gör att Gandalf och Pippin genast måste rida mot Gondors huvudstad Minas Tirith medan de andra fortsätter tillbaka mot Helms klyfta.

#### Fjärde boken
Frodo och Sam beger sig mot Mordor för att förstöra ringen en gång för alla. De vandrar över de bergiga landskapen i Emyn Muil och stöter på varelsen Gollum. Med tiden lyckas de vinna Gollums förtroende och han visar dem vägen till Svarta porten, Mordors huvudingång. Väl framme vid porten, efter att ha passerat de farliga Döda träsken, upptäcker de att portarna är stängda och de tvingas leta efter en annan väg. Gollum avslöjar ett hemligt pass som kallas Cirith Ungol, som enligt honom är den säkraste vägen in i Mordor. De fortsätter genom de gröna skogarna i Ithilien där de möter kapten Faramir, son till rikshovmästaren Denethor i Minas Tirith och bror till Boromir. Faramir frestas att ta ringen, men motstår och väljer istället att hjälpa hobbitarna. När Frodo och Sam kommer till en vägkorsning tar de vägen österut mot Minas Morgul, Häxmästarens fästning. Därifrån tar de sig uppför bergstrappan vid Cirith Ungol och in i Honmonstrets håla. Gollum har hela tiden haft en plan att ta ringen för sig själv, genom att låta Honmonstret döda Frodo och Sam för att kunna ta ringen när de är borta. Frodo och Sam lyckas först undkomma Honmonstret, men Frodo blir stucken när de når Ephel Dúath. Sam, som tror att Frodo är död, tar ringen och förbereder sig för att fortsätta ensam till Domedagsberget. Frodo är dock bara medvetslös och upptäcks av orcher, som tar honom till tornet Cirith Ungol. Sam följer efter för att rädda sin husbonde och märker att Frodo fortfarande är vid liv.

### Sagan om konungens återkomst (Konungens återkomst)

#### Femte boken
Gandalf och Pippin anländer till Minas Tirith, där de träffar rikshovmästaren Denethor. Pippin tar värvning som citadellvakt och träffar soldaten Beregond. Faramir och några av hans män anländer till staden, jagade av nazgûler som nu rider på Vingbestar. Gandalf lyckas jaga iväg nazgûlerna. Gandalf får nu reda på att Frodo och Sam kort innan varit på väg till Cirith Ungol. De följande dagarna fylls staden med flyktingar och styrkor från övriga delar av Gondor, och Faramir får i uppdrag att stoppa fienden längre ut på Pelennors fält. Men antalet fiender är för stort och de tvingas retirera. Imrahil, fursten av Dol Amroth, finner Faramir på slagfältet och för honom tillbaka till staden, Faramir har skadats svårt av en svart pil, och Denethor vakar vid hans sida.
Efter en lång strid mot stadens försvarare lyckas orcherna krossa den yttre stadsporten med hjälp av Grond, en varglik murbräcka. Mordors styrkor, ledda av Häxmästaren av Angmar, tar sig in i staden, men Gandalf stoppar honom och han retirerar. Medan Gandalf ledde försvaret av staden bestämde sig Denethor för att ta både sitt eget och sin son Faramirs liv på ett bål. Gandalf får bud om Denethors galenskap och lyckas rädda Faramir, men Denethor tar sitt eget liv.
Aragorn, Legolas, Gimli samt kung Théoden återvänder till Helms klyfta. På vägen träffar de på Elronds söner Elladan och Elrohir samt trettio utbygdsjägare som de slår följe med. I Helms klyfta bestäms det att Aragorn, Legolas, Gimli, Elladan, Elrohir och utbygdsjägarna via Edoras och Dune harv skall ta sig till Gondor via Dödens stig. De skall med hjälp från edsbrytarna, odöda människor, besegra Umbars kapare vid Pelargir. Merry följer med Théoden och hans följe som istället rider för att samla Rohans trupper på 6000 man vid Dune harv. Där träffar de Éowyn, kungens brorsdotter. Bud kommer från Gondor om att Rohan skall komma till undsättning. Trupperna beger sig först till Edoras. Théoden vill att Merry skall stanna i Edoras, men han får följa med soldaten Dernhelm och rida med denne. Truppen fortsätter mot Gondor, när de kommer till Drúadanskogen träffar de på vildmän som berättar att ett stort antal orcher bevakar vägen. De får hjälp från vildmännen i Drúadanskogen att på hemliga stigar undkomma orcherna och de fortsätter oskadda mot Minas Tirith.
I den följande Slaget vid Pelennors fält går striden bra, stadens försvarare med furst Imrahil i ledning, marscherar ut ur staden och stöder Théoden och hans styrkor. Men plötsligt anländer Häxmästaren ridande på en vingbest och sätter skräck på alla. Théoden blir sedan liggande under sin häst då denne träffas av en pil och Häxmästaren kommer mot honom. Soldaten Dernhelm vågar utmana Nazgûlen. Det visar sig att Dernhelm är Éowyn förklädd. Éowyn och Merry lyckas ta död på Nazgûlen. Slaget får även sällskap av en svart flotta med svarta segel. Mordors styrkor gläds först vid ankomsten och sedan blir förskräckta då de får se Gondors standar på flaggskeppet. Gondors folk, som först var slavar på flottan, transporteras beväpna från Pelargir till Minas tirith tillsammans med Aragorn, Legolas, Gimli, Elladan, Elrohir och utbygdsjägarna för att kämpa mot Mordors styrkor. Således blev belägringen bruten, men till ett högt pris: många krigare från Gondor och Rohan är döda, bland dem kung Théoden, som avled på grund av sina skador.
Aragorn läker Merry och Éowyn, som båda blivit skadade av Häxmästaren innan han föll. Aragorn och Gandalf vet att det bara är en tidsfråga innan Sauron skaffar nya friska styrkor för ytterligare ett anfall. Som en skenmanöver så bestämmer Aragorn och Gandalf att en armé skall gå mot Mordor och Den svarta porten. Tanken är att en sådan skenmanöver kan ge Frodo och Sam en chans att nå Domedagsberget och förstöra Härskarringen.

#### Sjätte boken
Sam följer efter orcherna som tillfångatagit Frodo. Han tar på sig ringen och frestas ett ögonblick av dess makt. Orcherna har nästan slagit ihjäl varandra i kampen om Frodos värdefulla mithrilbrynja och Sam lyckas rädda Frodo. De klär ut sig i orchkläder och fortsätter sin resa mot Domedagsberget. Resan går norrut genom Morgais dalar. En grupp marscherande orcher upptäcker dem vid Isengapet men de lyckas skrämma bort orcherna och fortsätter sin resa.
De plågas av törst och hunger och Sam tvingas bära Frodo på sin rygg den sista biten till Domedagsberget. Vid bergets fot hittar de en stig som leder uppåt mot Sammath Naur, Domedagsbergets och Mordors hjärta. Plötsligt blir de överfallna av Gollum, som följt efter dem hela vägen. Tillsammans övermannar de Gollum, och Frodo går ensam in i Sammath Naur med ringens börda. Sam låter Gollum gå, under förutsättning att han försvinner för alltid. När Sam går in i berget hör han Frodo säga att han överger sitt uppdrag och tänker behålla ringen för sig själv. Frodo tar på sig ringen och blir osynlig. Sauron inser plötsligt vad som pågår inom sitt eget land och den dödliga fara han befinner sig i.
Gollum dyker plötsligt upp igen och överfaller den osynlige Frodo. En våldsam strid utbryter mellan dem, och Gollum lyckas bita av Frodos ringfinger och tar ringen i sin hand. I sitt glädjerus tar han ett snedsteg och faller ner i magman och ringen förstörs till slut. Detta leder till att Sauron (och därmed Mordor) störtas samman helt och hållet, och ger en fullständig seger för alla de fria folken i Midgård.
Frodo och Sam räddas av Gandalf och Gwaihir, som för dem bort från Domedagsberget till Cormallens fält där Aragorn, hans armé och vänner samlas för att fira deras seger och hylla hoberna för deras bedrift.
Aragorn blir krönt till Gondors konung på Pelennors fält. Faramir blir utsedd till Gondors nya rikshovmästare och Aragorn gifter sig med Arwen, dotter till Elrond. Efter många farväl till de fyra hoberna från olika platser återvänder de äntligen hem, men de upptäcker att Fylke har förändrats. Dess invånare tyranniseras nu av Lotho (ofta kallad "Översten"), som egentligen kontrolleras av en skugglik figur som kallas "Farsan". Farsan har tagit full kontroll över Fylke och hans män hugger ner träd i ett meningslöst försök att industrialisera landet, vilket endast leder till förstörelse och elände för folket. Merry, Pippin, Frodo och Sam leder ett uppror mot dessa män och segrar vid Slaget vid Åby, vilket befriar Fylke från deras tyranni. Vid tröskeln till Baggershus, Frodos gamla hem, försöker de hitta Farsan, som nu visar sig vara den ondskefulle trollkarlen Saruman, tillsammans med sin tjänare Gríma. Saruman berättar för hoberna att Gríma har dödat Lotho. Gríma blir arg och svarar genom att skära av Sarumans strupe. Gríma blir själv dödad av hobbågskyttar när han försöker fly.
Med tiden återställs Fylke. De många träd som Sarumans män huggit ner återplanteras, hus byggs upp och friden återställs. Sam gifter sig med Rosa Kattun, som han länge har haft känslor för. Frodo kan dock inte undkomma smärtan från sina sår, som han fick efter att ha blivit knivhuggen av Häxmästaren vid Väderklint och förgiftad av Honmonstret i Ephel Duath. Så småningom reser han till Grå hamnarna, där han med båt ska färdas till alvlandet Valinor tillsammans med Gandalf, Bilbo och många alver. Sam blir nu arvtagare till alla Frodos tillhörigheter tillsammans med sin fru Rosa och deras dotter Elanor. På sista raden i boken så säger Sam till Rosa: "Då var man hemma igen".

## Epilog till Sagan om ringen
Det var från början inte meningen att boken skulle sluta på det sätt som den nu gör. I boken The end of the third age, redigerad av Christopher Tolkien återges ett sista kapitel. Tolkien skrev några olika versioner av den som skiljer sig åt i detaljer. Epilogen utspelar drygt 15 år senare hemma hos Sam Gamgi som för sina barn berättar lite om vad som hände några av huvudpersonerna i boken; dessutom har han fått ett brev från kung Elessar (Aragorn) som han läser upp.
Epilogen tros ha skrivits cirka 1951. I ett brev Tolkien skrev den 25 april 1954 framgår att han avråtts från att ha med epilogen i boken. I ett ytterligare brev skrivet den 24 oktober 1955 framgår att han gärna ville se någon slags epilog i boken.

## Inspirationskällor
Tolkien inspirerades av ett flertal källor vid skrivandet. Mycket av arbetet med världen var redan gjort när han skrev Sagan om ringen: från börjat var det ämnat som en mytisk engelsk förhistoria, men det hela utvecklades under tiden. Inspiration till just historien i Sagan om ringen kom från flera klassiska verk som Det förlorade paradiset och konstsagor som Andrew Langs sagosamlingar. Speciellt uppmärksammat har dock likheterna med Richard Wagners fyra operor om Nibelungens ring blivit, trots att Tolkien själv upprördes av sådana liknelser. Ytterst bygger detta material på Völsungacykeln, även om just iden om en maktens ring är Wagners tillägg. En liknande berättelse finns dock redan hos Platon i form av Gyges ring.

## Filmatiseringar
Bokserien har filmatiserats ett antal gånger, först av Ralph Bakshi med den tecknade Sagan om ringen (1978), som täcker första halvan av verket men som aldrig fick en uppföljare. Efter denna kom Sagan om konungens återkomst, som inte direkt är en uppföljare till Ralph Bakshis Sagan om ringen, av Rankin / Bass och Topcraft. 1991 visade Leningrad Television en sovjetisk filmatisering av Sagan om Ringen vid namn Хранители (Chraniteli, väktarna).
Peter Jackson gjorde tre spelfilmer, Sagan om ringen (2001), Sagan om de två tornen (2002) och Sagan om konungens återkomst (2003). Betydande roller hade Elijah Wood (Frodo), Ian McKellen (Gandalf) och Viggo Mortensen (Aragorn). Alla tre filmer var stora succéer, både publikmässigt och bland kritiker, och vann totalt 17 Oscarsstatyetter – trots att de ansågs omöjliga att filmatisera från första början. Peter Jackson gick senare även till att filmatisera Tolkiens första bok Bilbo – En hobbits äventyr över tre filmer.

## Översättningar
De första översättningarna av Tolkiens böcker som gjordes var på nederländska och svenska. Tolkien var dock missnöjd med dessa översättningar och publicerade därför en vägledning för kommande översättare. Bland annat ville han att engelskinfluerade namn skulle översättas och inte låta engelska.
I samband med Jacksons filmatisering av trilogin översattes Sagan om Ringen till många språk. Nu finns boken tillgänglig på 30–40 språk.

### Översättningar till svenska
Översättningarna av Sagan om ringen till svenska har varit omdebatterade, dels på grund av vad vissa – inte minst Tolkien själv – uppfattat som brister och missförstånd i Åke Ohlmarks översättning, dels på grund av att det 2005 finns två översättningar med inbördes skillnader. Kritikerna av Ohlmarks översättning har pekat på dels rena felöversättningar, dels på att han ändrat stilen i prosan, medan förespråkarna uppskattar det mer målande språket och hänvisar till Ohlmarks egen förklaring; att det rörde sig om en tolkning av verket, och inte en ren översättning.